# Карабулак (Акшаулинский сельский округ)
Карабулак (каз. Қарабұлақ) — село в Аягозском районе Абайской области Казахстана. Входит в состав Акшаулинского сельского округа. Код КАТО — 633445300.

## Население
В 1999 году население села составляло 286 человек (151 мужчина и 135 женщин). По данным переписи 2009 года, в селе проживало 211 человек (108 мужчин и 103 женщины).